# Helmuth Johannes Ludwig von Moltke
Helmuth Johannes Ludwig von Moltke (Gersdorf, 25 de mayo de 1848-Berlín, 18 de junio de 1916), también conocido como Moltke el Joven para diferenciarlo de su tío Helmuth Karl Bernhard von Moltke (Moltke el Viejo),  fue un militar alemán que sirvió como jefe del Estado Mayor entre 1906 y 1914.
Su papel en el desarrollo de los planes de guerra alemanes y en la instigación de la Primera Guerra Mundial son muy controvertidos.

## Primeros años
Helmuth von Moltke nació en Biendorf, Gran Ducado de Mecklemburgo-Schwerin, y fue llamado en honor a su tío, Helmuth Karl Bernhard von Moltke, futuro Generalfeldmarschall (Mariscal de Campo) y héroe de la Unificación de Alemania. Durante la guerra franco-prusiana, Moltke sirvió en el 7.º Regimiento de Granaderos y fue citado por valentía. Asistió a la Academia de Guerra entre 1875 y 1878 y se unió al Estado Mayor General en 1880. En 1882 se convirtió en adjunto personal de su tío, quien era entonces jefe del Estado Mayor General. En 1891, a la muerte de su tío, Moltke se convirtió en aide-de-camp del Kaiser Guillermo II, convirtiéndose así en parte del círculo más personal del emperador. En 1898 se convirtió en comandante de la 1.ª Brigada de Infantería de la Guardia y en 1902, fue promovido a Teniente General, recibiendo el mando de la 1.ª División de Infantería de la Guardia.

## Ascenso al Estado Mayor
En 1904 Moltke era Intendente-General; en efecto, Subjefe del Estado Mayor General. En 1906, se convirtió en jefe al retirarse Alfred von Schlieffen. Su designación fue controvertida entonces y lo es en la actualidad. Los otros candidatos posibles para el puesto eran Hans Hartwig von Beseler, Karl von Bülow y Colmar Freiherr von der Goltz. Los críticos cargan contra Moltke que obtuvo el puesto por la fuerza de su nombre y su amistad con el Kaiser, que ciertamente era mucho más cercano a él que a los otros candidatos. Los historiadores argumentan que Beseler era demasiado cercano a Schlieffen para sucederle, mientras que Bülow y Goltz eran demasiado independientes para Guillermo para aceptarlos. La amistad de Moltke con el Kaiser le permitió una libertad que los otros no podían disfrutar. Goltz, al menos, no vio nada malo en el desempeño de Moltke como Jefe.

## Campaña del Marne
Poco antes del estallido de la Primera Guerra Mundial y la Primera Batalla del Marne en septiembre de 1914, Moltke fue llamado por el Kaiser quien había sido informado por el Príncipe Karl Max de Lichnowsky, que el Secretario de Exteriores británico, Sir Edward Grey, había ofrecido la neutralidad francesa bajo garantía de Gran Bretaña. Según John Keegan sin embargo, el Kaiser creyó que Gran Bretaña permanecería neutral si Alemania no atacaba a Francia. Sea verdad o no, el Kaiser, viendo que podía evitar una guerra en dos frentes, dijo a Moltke que enviara las fuerzas del frente occidental al frente oriental contra Rusia. Moltke, lo rechazó, argumentando que tal drástica alteración de la largamente planeada movilización no podía hacerse sin llevar a las fuerzas a un caos de organización y que debía proseguirse con el plan original ahora en movimiento. Años después, Hermann von Staabs, jefe de la división de ferrocarriles alemanes, estaría en desacuerdo en un libro detallando un plan de contingencia que el Ejército alemán tenía para esa situación. La oferta de Grey resultó ser una mala interpretación de los deseos de Lichnowsky y el Kaiser dijo a Moltke que procediera con el plan original. La salud de Moltke, ya estresada por la discusión con su gobernante, se quebró como consecuencia de la derrota alemana en el primera batalla del Marne, y el 14 de septiembre de 1914, fue sucedido por Erich von Falkenhayn.
Es un tema de debate si el "fracaso" de la Campaña del Marne puede colocarse a Moltke. Algunos críticos afirman que el debilitamiento de Moltke del Plan Schlieffen llevó a la derrota alemana. Los informes muestran que Moltke, preocupado por Rusia, trasladó 180.000 hombres al este antes de la guerra. Muchos miles de hombres más fueron transportados de la crucial ala derecha a la ala izquierda frente a Francia en Alsacia y Lorena. Más controvertido, el 28 de agosto, Moltke envió dos cuerpos y una división de caballería a reforzar a Ludendorff y Hindenburg, justo antes de la épica victoria en la batalla de Tannenberg. Algunos historiadores han visto la serie de movimientos como responsable del fracaso estratégico del Plan Schlieffen promulgado en 1914. Un número de historiadores, notablemente Zuber y S. L. A. Marshall, sostienen que el fracaso del 1.º Ejército de Alexander von Kluck en mantener la posición junto con el 2.º Ejército de Karl von Bülow, creando así una brecha cerca de París que fue explotada por los franceses, es causa directa de la planificación de Moltke. La Escuela de Schlieffen está en desacuerdo y afirma que Molke perdió el control de los ejércitos invasores durante el mes de agosto y así no pudo reaccionar cuando se desarrolló la Primera Batalla del Marne en septiembre. Mientras que Moltke perdió el contacto con los comandantes de campo, la doctrina operativa alemana siempre ha enfatizado la iniciativa personal (Auftragstaktik) de parte de los oficiales subordinados. Otros historiadores argumentan que la multitud de opciones estratégicas de Moltke y el peligro de una invasión rusa de Prusia Oriental nublaron el juicio de Moltke.
Aunque al principio de la campaña, los generales alemanes y la prensa habían proclamado que la campaña estaba ganada, el 4 de septiembre, Moltke se hallaba abatido ya que la falta de prisioneros significaba que los alemanes todavía no habían obtenido una victoria decisiva. Moltke pudo bien haber estado demasiado preocupado por la fallida ofensiva alemana en Lorena, que no emitió ninguna orden a los Primero, Segundo y Tercer Ejércitos entre el 2 y el 5 de septiembre mientras que la batalla del Marne estaba en progreso.
Tras la retirada alemana del Marne, Moltke supuestamente informó al Kaiser, "Su Majestad, hemos perdido la guerra".

Si el General von Moltke realmente dijo al Emperador, "Majestad, hemos perdido la guerra", no lo sabemos. Sabemos de cualquier modo que con presciencia mayor en política que en asuntos militares, escribió a su esposa la noche del 9, "Las cosas no han ido bien. Los combates al este de París no han ido a nuestro favor, y tendremos que pagar por el daño que hemos hecho".
Churchill

## Vida posterior

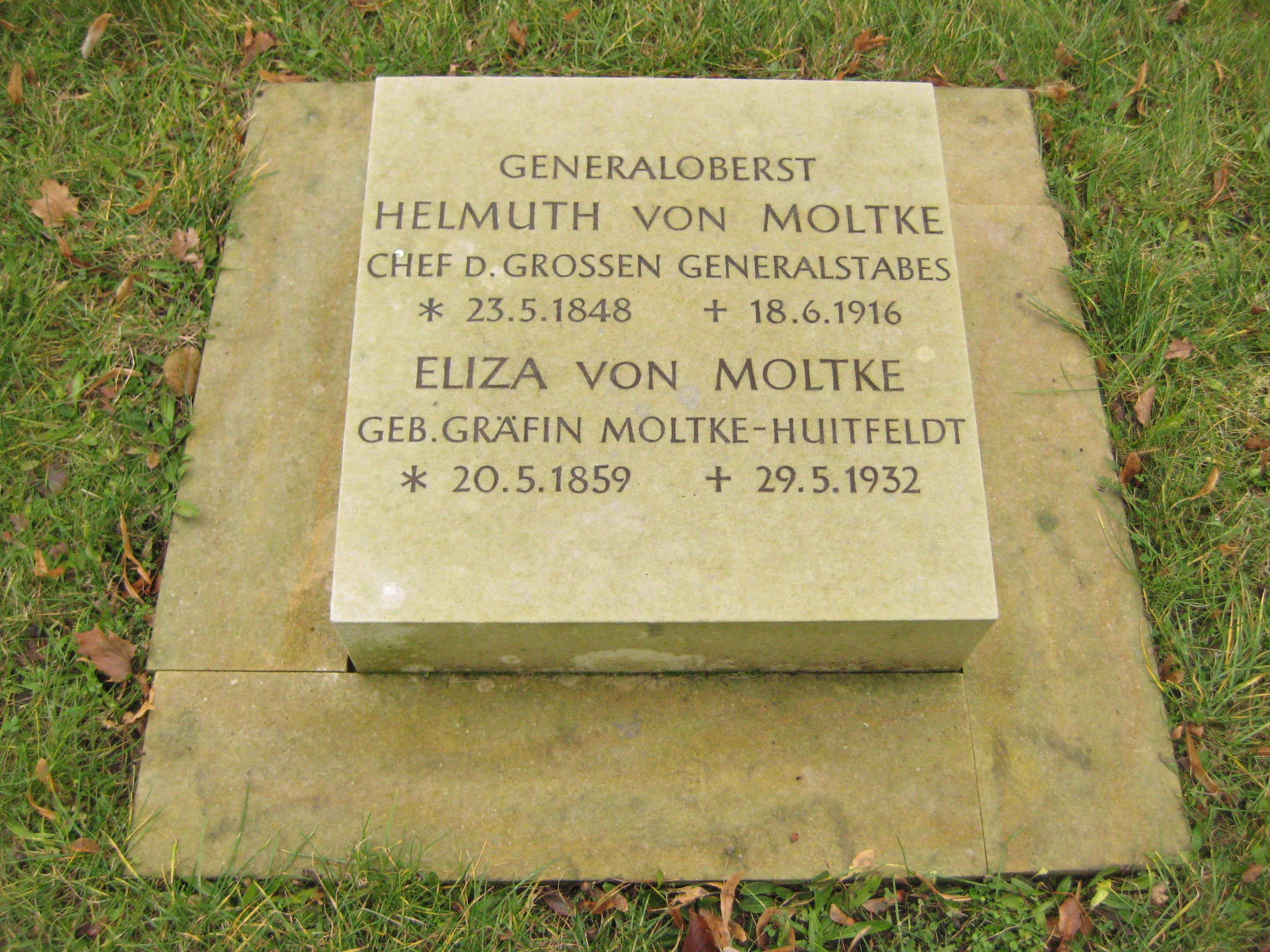
Tumba de Helmuth von Moltke en el Cementerio de los Inválidos (Invalidenfriedhof), Berlín (lápida restituida en 2007).

Después de ser sucedido por Falkenhayn, a Moltke se le confió en Berlín el cargo de jefe del generalato en la reserva (Der stellvertretende Generalstab), que tenía la tarea de organizar la reserva y de controlar los cuerpos de ejército territoriales. La salud de Moltke continuó deteriorándose y murió en Berlín el 18 de junio de 1916, durante la Staatsakt (ceremonia memorial de estado) por el mariscal Colmar Freiherr von der Goltz. Dejó un panfleto con el título Die 'Schuld' am Kriege (La culpa de la guerra), que su viuda Eliza intentó publicar en 1919. Fue disuadida de hacerlo por causa de los problemas que podría causar. El panfleto estaba diseñado para mostrar la naturaleza "caótica" de los hechos que llevaron a la guerra, para contrarrestar las acusaciones Aliadas de belicismo de Alemania. Los jefes del ejército y el ministerio de exteriores se vieron perturbados por su contenido. El general Wilhelm von Dommes fue enviado a advertir a Eliza von Moltke en contra de su publicación. Después de leer el panfleto confió en su diario que "contenía cosas desagradables". En su lugar, Eliza publicó otro más blando, Erinnerungen, Briefe, Dokumente, una colección de cartas y documentos de su marido. Otro material fue archivado. Parte fue después destruido en la II Guerra Mundial y el panfleto original no ha sido accesible desde entonces.

## Vida personal
En 1914, a la edad de sesenta y seis años, Moltke era uno de los comandantes de mayor edad y además tenía pobre salud, pues había sufrido un ataque cardíaco poco antes del estallido de la guerra. Estos factores afectaron negativamente su determinación cuando estuvo bajo presión. Sus intereses personales incluían la música, la pintura y la literatura. Aunque a menudo asertivo, su carácter fue evaluado por la historiadora Barbara W. Tuchman esencialmente como el de un introvertido que duda de sí mismo.
A través de su mujer y su amistad con Rudolf Steiner, Moltke fue influenciado por la Teosofía, que enseña que la humanidad es un ciclo infinito e invariable de civilizaciones alzándose y cayendo. La historiadora Margaret MacMillan conectó sus creencias personales con su resignada aproximación a la posibilidad de una guerra general en la antesala de la Primera Guerra Mundial. Como muchos de sus colegas del Estado Mayor alemán, estuvo fuertemente influenciado por el Darwinismo Social. Su visión de las relaciones internacionales como una mera lucha por la supervivencia le llevó a creer que cuanto más se alargara el inicio de la guerra peor serían las cosas para Alemania.

## Honores
Recibió las siguientes condecoraciones:
Honores alemanes
- Prusia:
  - Cruz de Hierro (1870), 2.ª Clase
  - Gran Cruz del Águila Roja, con Hojas de Roble y Corona
  - Caballero de la Corona Prusiana, 1.ª Clase
  - Estrella de Comandante de la Real Orden de Hohenzollern
  - Caballero del Águila Negra, con Collar, 1909
  - Cruz del Servicio
  - Pour le Merite (militar), 7 de agosto de 1915
- Gran Ducado de Baden:[17]
  - Gran Cruz del León de Zähringen, 1905
  - Gran Cruz de la Orden de Bertoldo I, 1909
- Reino de Baviera:
  - Gran Cruz del Mérito de la Corona Bávara
  - Gran Cruz de la Orden al Mérito Militar
- Ducados Ernestinos: Comandante de la Orden de la Casa Ernestina de Sajonia, 2.ª Clase
- Gran Ducado de Hesse: Comandante de Felipe el Magnánimo, 2.ª Clase con Espadas
- Mecklemburgo:
  - Gran Cruz de la Corona Wéndica, con Corona Dorada
  - Gran Comandante del Grifón
- Gran Ducado de Oldemburgo: Gran Cruz de la Orden de Pedro Federico Luis
- Sajonia-Weimar-Eisenach: Comandante del Halcón Blanco
- Reino de Sajonia:
  - Caballero de la Corona de Ruda
  - Gran Cruz de la Orden de Alberto, con Estrella Dorada
- Schaumburg-Lippe: Cruz de Honor de la Orden de la Casa de Schaumburg-Lippe, 1.ª Clase
- Reino de Wurtemberg:
  - Gran Cruz de la Corona de Wurtemberg
  - Comandante de la Orden de Federico, 2.ª Clase

Honores extranjeros
- Imperio austrohúngaro:[18]
  - Caballero de la Corona de Hierro, 2.ª Clase, 1892
  - Gran Cruz de la Orden imperial de Francisco José, 1900
  - Gran Cruz de la Orden imperial de Leopoldo, 1906; en Diamantes, 1909
  - Comandante de la Orden Militar de María Teresa, 1914
- Bélgica: Gran Cordón de la Orden de Leopoldo
- Principado de Bulgaria: Gran Cruz de San Alejandro
- China: Orden del Doble Dragón, Clase I Grado III
- Dinamarca: Gran Cruz de Dannebrog, 29 de octubre de 1902; en Diamantes, 10 de noviembre de 1906[19]
- Reino de Italia:
  - Gran Cruz de los Santos Mauricio y Lázaro
  - Gran Cruz de la Corona de Italia
- Imperio del Japón:
  - Gran Cordón del Sol Naciente
  - Gran Cordón de la Orden de Meiji
- Países Bajos: Gran Cruz de la Orden de Orange-Nassau
- Imperio otomano: Orden de Osmanieh, 1.ª Clase
- Persia: Orden del Sol y el León, 1.ª Clase
- Reino de Portugal: Comandante de la Orden Militar de Avis
- Reino de Rumania:
  - Gran Cruz de la Estrella de Rumania
  - Gran Cruz de la Corona de Rumania
- Imperio ruso:
  - Caballero de San Alejandro Nevski
  - Caballero de Santa Ana, 1.ª Clase en Diamantes
  - Caballero de San Estanislao, 1.ª Clase
- Reino de Serbia: Comandante de la Cruz de Takovo
- España: Gran Cruz de la Orden del Mérito Militar
- Suecia: Comandante Gran Cruz de la Espada, 1908[20]
- Reino Unido: Caballero Comandante Honorario de la Real Orden Victoriana, 28 de mayo de 1901[21]